# Dmitri Voronkov
Dmitri Voronkov (Angarsk, Rusia, 10 de septiembre de 2000) es un jugador profesional ruso de hockey sobre hielo que se desempeña en la posición de extremo izquierdo en Columbus Blue Jackets, equipo de la National Hockey League (NHL).

## Carrera
Fue seleccionado en la cuarta ronda en la NHL Entry Draft de 2019. En 2023 hizo su debut profesional con el equipo Columbus Blue Jackets, donde lleva jugando una temporada.